# Émile Allais
Émile Allais (25. februar 1912 i Megève – 17. oktober 2012) var en fransk skiløber.
Udover at han tog den første franske medalje i alpint skiløb, lykkedes det ham også at få i alt tre medaljer ved verdensmesterskabet i Chamonix i 1937.
Han var endvidere kendt som opfinderen af den franske skiløbsmetode, som står i modsætning til den østrigske, som er den dominerende metode i verden.